# Stillleben mit turrones

Stillleben mit turrones
Juan van der Hamen y León, 1622
58 cm × 97 cm
Öl auf Leinwand
Cleveland Museum of Art, Cleveland

Stillleben mit turrones ist ein 1622 entstandenes Gemälde des spanischen Malers Juan van der Hamen y León. Das  58 cm × 97 cm große, in Öl auf Leinwand gemalte Stillleben zeigt die zuckerveredelte Ernährungskultur der höheren Schichten. Damit gehört es zu einer größeren Werkgruppe unter den frühen Stillleben Juan van der Hamens. Das Gemälde gehört zur Sammlung des Cleveland Museum of Art in Cleveland, Ohio.

## Bildbeschreibung
Juan van der Hamen y León ordnete die Objekte auf einer tiefen Steinplatte vor dunklem Hintergrund an, wie es für viele spanische Stillleben typisch war. Dabei spielte er mit der Abwechslung von Quadern und Würfeln. Zwei Schalen aus Glas sind mit turrones gefüllt. Die am linken Bildrand steht auf der Steinplatte, die am rechten Bildrand erhöht auf einer Spanschachtel, in der Fruchtgelee aufbewahrt wurde. Am linken unteren Ende der Steinplatte zeigte van der Hamen Walnüsse in verschiedenen Stadien der Öffnung. Damit und mit dem sehr ausdifferenzierten Glas auf der Spanschachtel, sowie der Glasflasche in der Bildmitte, zeigte van der Hamen, dass er in der Lage war, verschiedene Texturen darzustellen und am Glas sein artistisches Können nachzuweisen.
In der linken unteren Bildecke auf dem Stein ist das Gemälde mit „Juo Vander Gamen/de Leon fat, 1622“ signiert.

## Hintergrund

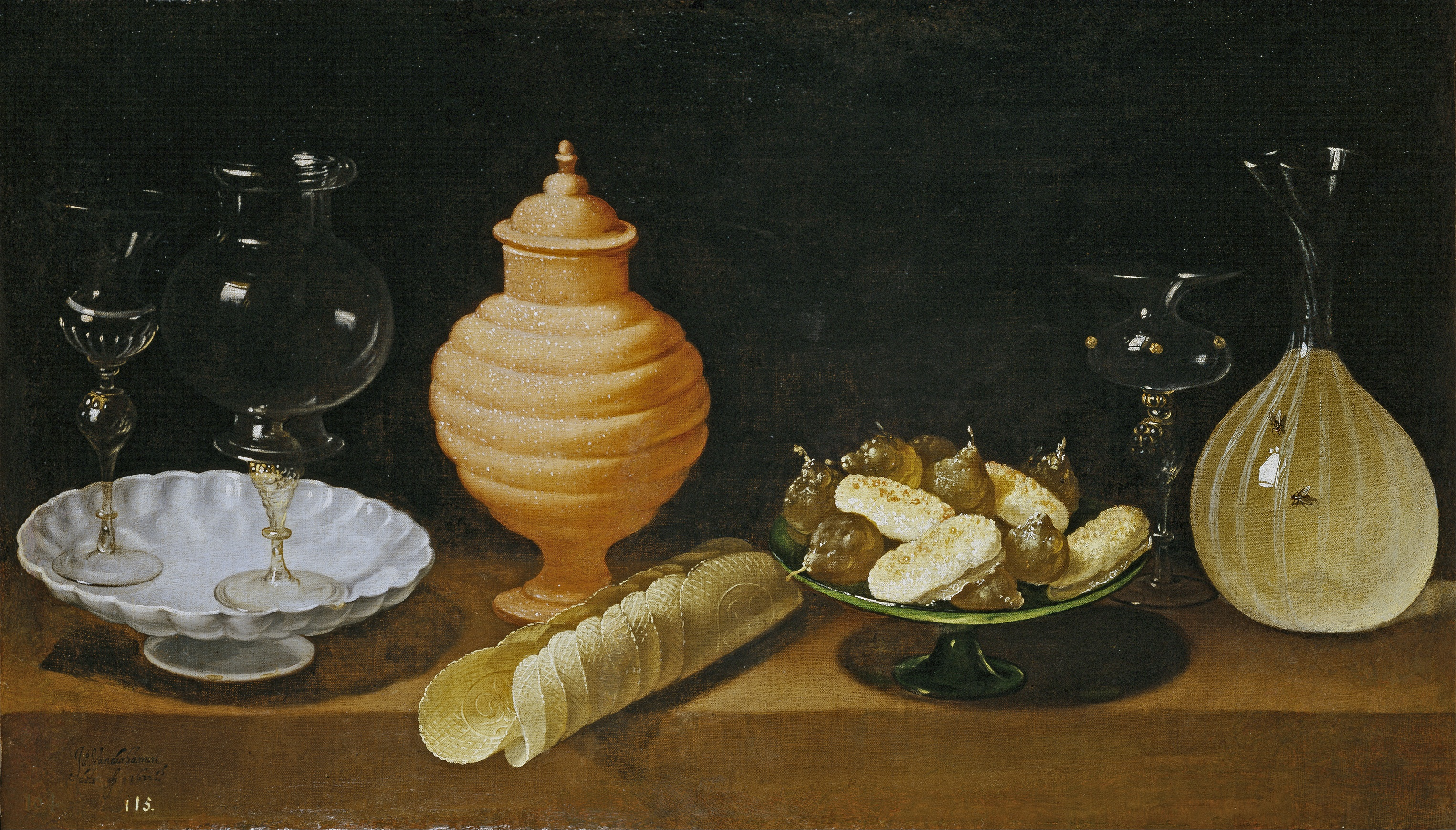
Juan van der Hamen y León, Stillleben mit Süßigkeiten und Glasware, 1622.

Im Stillleben mit turrones griff Juan van der Hamen y León die zuckerveredelte Ernährungskultur der höheren Schichten der Gesellschaft in Madrid auf. Dieses Sujet griff er in verschiedenen Gemälden dieser Zeit auf, so etwa im Stillleben mit Süßigkeiten und Glasware aus demselben Jahr. Für das Stillleben mit turrones entschied sich Juan van der Hamen gegen eine bildparallele Anordnung der Objekte und positionierte sie auf verschiedenen Ebenen, um den Bildraum besser auszunutzen. Damit griff er bereits seinen dreistufigen Kompositionen späterer Jahre vor.

## Provenienz
Die Provenienz des Gemäldes ist nicht vollständig bekannt. Es befand sich in einer Privatsammlung in Mexiko-Stadt. Aus ihr wurde es beim Auktionshaus Christie’s in New York City eingeliefert, wo es am 11. Januar 1979 versteigert wurde. Den Zuschlag erhielt die Galerie Newhouse Galleries in New York gemeinsam mit Eugene V. Thaw. Von diesen erwarb das Cleveland Museum of Art in Cleveland, Ohio mit den John L. Severance Fund das Stillleben mit turrones.